# Sarah Mayer
Sarah Mayer (ur. 20 maja 1991) – niemiecka lekkoatletka specjalizująca się w rzucie oszczepem.
W 2007 odpadła w eliminacjach podczas mistrzostw świata juniorów młodszych. Na odległych miejscach w finale ukończyła rywalizację w juniorskich mistrzostwach Starego Kontynentu (2009) oraz mistrzostwach świata juniorów (2010). Zdobyła mistrzostwo Europy młodzieżowców w 2011 roku. 
Rekord życiowy: 59,29 (16 lipca 2011, Ostrawa). 

## Osiągnięcia
| Rok  | Impreza                               | Miejsce  | Lokata            | Wynik |
| ---- | ------------------------------------- | -------- | ----------------- | ----- |
| 2007 | Mistrzostwa świata juniorów młodszych | Ostrawa  | el. – 10. miejsce | 44,62 |
| 2009 | Mistrzostwa Europy juniorów           | Nowy Sad | 11. miejsce       | 47,03 |
| 2010 | Mistrzostwa świata juniorów           | Moncton  | 10. miejsce       | 48,89 |
| 2011 | Młodzieżowe mistrzostwa Europy        | Ostrawa  | 1. miejsce        | 59,29 |
| 2012 | Zimowy puchar Europy w rzutach        | Bar      | 5. miejsce U23    | 53,06 |
| 2013 | Młodzieżowe mistrzostwa Europy        | Tampere  | 2. miejsce        | 55,43 |